# Lehmestrich
Lehmestrich oder Stampflehmboden (englisch Rammed earth) ist ein Estrich, der meist auch zugleich die Nutzschicht des Fußbodens darstellt.
Böden aus Stampflehm sind seit der Vorzeit bekannt, unter anderem in Megalithanlagen. Teilweise wurden auch vorgeformte und getrocknete Bodenplatten in ein Lehmbett gesetzt. 
Die unterschiedlich dicke Lehmschicht stampfte man fest, bis keine Eindrücke mehr wahrnehmbar waren. Heute wird Lehmestrich in verschiedenen Regionen bei Dachböden, Kellern, Scheunen und Tennen verwendet. Er bildet einen Boden mit feuchtigkeitsregulierenden Eigenschaften. 
Stampflehmböden wurden typischerweise in Lagerkellern für Obst und Gemüse eingesetzt. Soweit kein Feuchtigkeitsproblem durch Staunässe oder drückendes Wasser vorliegt, sorgt der Lehmboden für gleichmäßig kühle Temperaturen im Keller, indem er eine langsame Verdunstung der Bodenfeuchtigkeit zulässt.
Lehm wird unter Zugabe von Gerstenspreu, Häcksel, Rinderhaaren und Wasser angemischt, als Estrich auf den Untergrund aufgetragen und festgestampft. Die nach dem Trocknen auftretenden Risse werden so lange nachgestampft, bis keine mehr auftreten. Wird harter Estrich gebraucht, mengt man der obersten Schicht Rinderblut und Asche bei. Stärke 6–10 cm, Gewicht 120–200 kg/m². 
In manchen ostpreußischen Gehöften bestand der Fußboden im Erdgeschoss auch noch in den 1940er Jahren aus Stampflehm.
In vielen südlichen Ländern mit geringen Niederschlägen schläft die ländliche Bevölkerung auf Matten direkt auf dem gestampften Lehmfußboden, entlang des ägyptischen Nils ebenso wie in großen Teilen Afrikas.

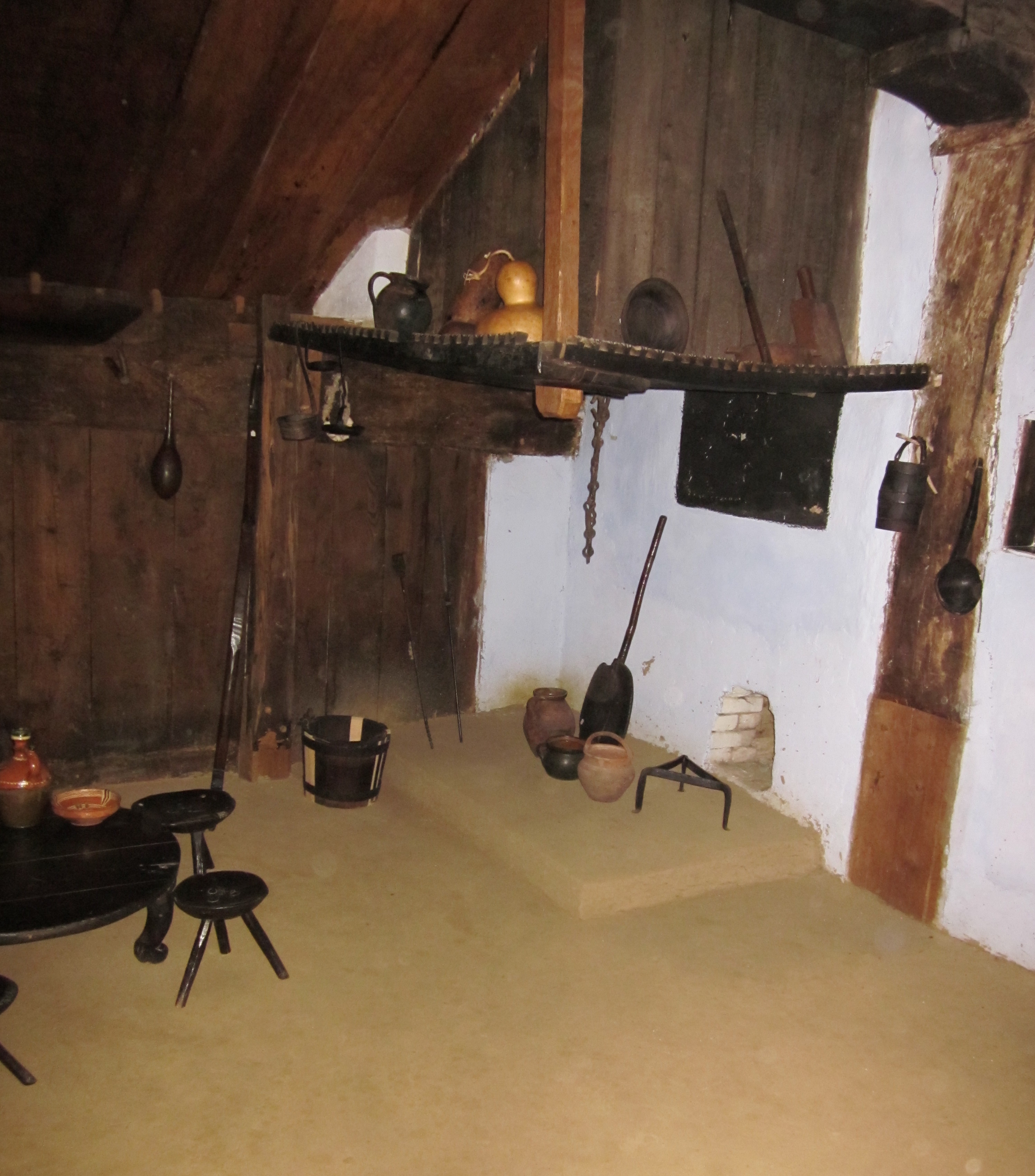
Innenraum eines rumänischen Grubenhauses mit Stampflehmboden
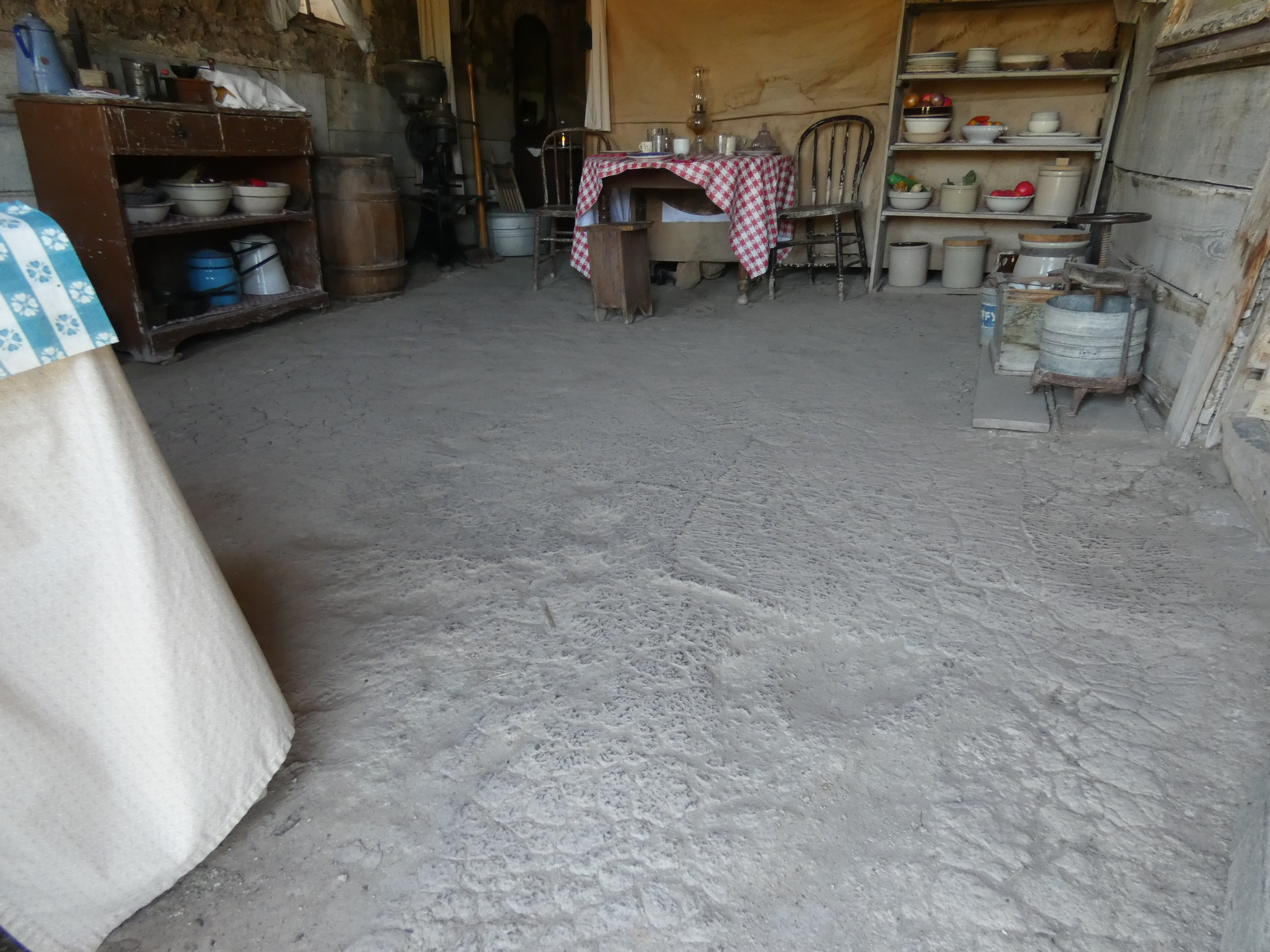
Stampflehmboden in einem Grassodenhaus in South Dakota